# 17060 Майккомбі
17060 Майккомбі (17060 Mikecombi) — астероїд головного поясу, відкритий 9 квітня 1999 року.
Тіссеранів параметр щодо Юпітера — 3,395.